# Krîlivka, Andrușivka
Krîlivka (în ucraineană Крилівка) este o comună în raionul Andrușivka, regiunea Jîtomîr, Ucraina, formată numai din satul de reședință.
Localitatea face parte din regiunea istorică Volânia, iar după tratatul de pace de la Riga din 1921 a devenit parte a Uniunii Sovietice.

## Demografie
Componența lingvistică a satului Krîlivka
     Ucraineană (99,38%)
     Alte limbi (0,62%)
Conform recensământului din 2001, majoritatea populației satului Krîlivka era vorbitoare de ucraineană (99,38%), existând în minoritate și vorbitori de alte limbi.